# Triaeris nagarensis
Triaeris nagarensis is een spinnensoort in de taxonomische indeling van de Dwergcelspinnen (Oonopidae).
Het dier behoort tot het geslacht Triaeris. De wetenschappelijke naam van de soort werd voor het eerst geldig gepubliceerd in 1974 door B. K. Tikader & M. S. Malhotra.